# Tocuz, Căușeni
Tocuz este un sat din raionul Căușeni, Republica Moldova.

## Geografie
Tocuz este un sat și comună situată în raionul Căușeni, Republica Moldova. Satul se află în valea cu același nume, pe pârâul Tocuz. Localitatea se află la o distanță de 26 km de orașul Căușeni și la 93 km de capitala Chișinău.
Satul Tocuz are o suprafață de circa 3.53 kilometri pătrați, cu un perimetru de 9.00 km.

## Populație
Conform recensământului din anul 2004, populația satului Tocuz era de 4442 de oameni, dintre care 49.91% erau bărbați și 50.09% femei. În prezent, populația satului este de aproximativ 2752 de persoane, cu un număr total de 207 case. La recensământul din anul 2004 au fost înregistrate 1257 gospodării casnice, iar mărimea medie a unei gospodării era de 3.4 persoane.

### Structura etnică
Structura etnică a localității conform recensământului populației din 2004:
| Grup etnic                                               | Populație | % Procentaj  |
| -------------------------------------------------------- | --------- | ------------ |
| Băștinași declarați Moldoveni Băștinași declarați Români | 4415 3    | 99,39% 0,07% |
| Ucraineni                                                | 9         | 0,20%        |
| Bulgari                                                  | 7         | 0,16%        |
| Ruși                                                     | 6         | 0,14%        |
| Găgăuzi                                                  | 1         | 0,02%        |
| Alții                                                    | 1         | 0,02%        |
| Total                                                    | 4442      |              |

## Istoric
Satul Tocuz a fost întemeiat în anul 1778 de către 42 familii de ruteni și 64 familii de țărani români. În anul 1827, a fost construită o biserică de piatră cu hramul Sf. Nicolae. În anul 1822, guvernul rus a recunoscut țăranilor dreptul de proprietate asupra a 3210 desetine de pământ. La acea vreme, sătenii aveau în posesie: 142 cai, 1392 vite mari și 1500 oi.

## Infrastructură
În satul Tocuz există o fabrică de cărămidă, un gimnaziu, o grădiniță, precum și terenuri pentru minifotbal și volei. De asemenea, primarul actual al satului este Țurcan Alexandru, ales în anul 2020.

## Demografie
Satul Tocuz - Locuitorii pe varste (Conform listelor electorale din anul 2020): ===
| Nr. Ord. | Interval varste (ani) | Nr. Locuitori | % de Locuitori |
| -------- | --------------------- | ------------- | -------------- |
| 1        | 18 - 25               | 457           | 14.00          |
| 2        | 26 - 35               | 699           | 21.41          |
| 3        | 36 - 45               | 694           | 21.26          |
| 4        | 46 - 55               | 503           | 15.41          |
| 5        | 56 - 65               | 522           | 15.99          |
| 6        | 66 - 99               | 390           | 11.94          |

## Top 50 Nume de Familii cele mai populare
| Nr. Ord. | Nume de familie | Numarul total de familii |
| -------- | --------------- | ------------------------ |
| 1        | Daranuta        | 80                       |
| 2        | Taran           | 60                       |
| 3        | Turcan          | 46                       |
| 4        | Melnic          | 43                       |
| 5        | Golovei         | 33                       |
| 6        | Buga            | 32                       |
| 7        | Vrancean        | 29                       |
| 8        | Mereuta         | 29                       |
| 9        | Ciumac          | 27                       |
| 10       | Zop             | 24                       |
| 11       | Bejan           | 19                       |
| 12       | Ungurean        | 19                       |
| 13       | Cainarean       | 19                       |
| 14       | Condrea         | 19                       |
| 15       | Barbacari       | 18                       |
| 16       | Poting          | 18                       |
| 17       | Budei           | 17                       |
| 18       | Ganta           | 17                       |
| 19       | Paralunga       | 17                       |
| 20       | Minascurta      | 16                       |
| 21       | Railean         | 16                       |
| 22       | Rimbu           | 16                       |
| 23       | Tricolici       | 16                       |
| 24       | Slanina         | 16                       |
| 25       | Ceban           | 15                       |
| 26       | Trinchinet      | 15                       |
| 27       | Ignat           | 13                       |
| 28       | Pirlog          | 13                       |
| 29       | Curos           | 12                       |
| 30       | Movila          | 12                       |
| 31       | Bulat           | 11                       |
| 32       | Grosu           | 11                       |
| 33       | Esan            | 10                       |
| 34       | Rotari          | 10                       |
| 35       | Spravnic        | 10                       |
| 36       | Potinga         | 9                        |
| 37       | Pereleac        | 8                        |
| 38       | Taranu          | 8                        |
| 39       | Budur           | 8                        |
| 40       | Cazac           | 8                        |
| 41       | Stoler          | 7                        |
| 42       | Cebotari        | 7                        |
| 43       | Turcanu         | 7                        |
| 44       | Busan           | 6                        |
| 45       | Vasilcovan      | 6                        |
| 46       | Caraus          | 6                        |
| 47       | Mitrean         | 5                        |
| 48       | Boboc           | 4                        |
| 49       | Covalschi       | 4                        |
| 50       | Ababii          | 4                        |
| 51       | Ungureanu       | 4                        |

## Administrație și politică
Componența Consiliului local Tocuz (13 consilieri), ales la 5 noiembrie 2023, este următoarea:
|  | Partid                                | Consilieri | Componență | Componență | Componență | Componență | Componență | Componență | Componență |
|  | ------------------------------------- | ---------- | ---------- | ---------- | ---------- | ---------- | ---------- | ---------- | ---------- |
|  | Partidul Social Democrat European     | 7          |            |            |            |            |            |            |            |
|  | Partidul Acțiune și Solidaritate      | 5          |            |            |            |            |            |            |            |
|  | Partidul Liberal Democrat din Moldova | 1          |            |            |            |            |            |            |            |